# 宋朝侯爵列表
宋朝常制封爵分王、郡王、國公、開國郡公、開國郡侯、開國縣伯、開國縣子、開國縣男八等。其中，開國郡侯為第五等，食邑一千戶至二千戶，食實封一百戶以上，一般以郡望或籍貫所在州府的郡名封之。
除了常制封爵開國郡侯，另有不加“開國”一詞的特設爵位侯。宗室死後，追贈觀察使或防御使者追封侯，一般以贈官所系州的郡名封之，但不加“郡”字。此外，也有一部分特殊人物封侯，以美名或醜名封之。
下表列出宋朝可考的侯爵。

## 開國郡侯

### 安定郡開國侯
- 趙德恭[3]
- 梁适，食邑一千五百戶，食實封二百戶[4]
- 胡宿，食邑一千三百戶[5]

### 安康郡開國侯
- 高敦复，食邑一千二百戶[4]

### 渤海郡開國侯
- 高琼，食邑一千七百戶，食實封四百戶[4]
- 吳某[6]

### 長城郡開國侯
- 錢若水[7]

### 長樂郡開國侯
- 賈黯，食邑一千三百戶[8]

### 長寧郡開國侯
- 趙德隆[3]
- 趙德彝[3]

### 常山郡開國侯
- 苏从道，食邑一千三百戶[9]
- 宋祁[10]
- 宋敏求，食邑一千五百戶[11]

### 成安郡開國侯
- 麋师旦[12]

### 成都郡開國侯
- 宇文虛中，食邑一千一百戶，食實封一百戶[13]

### 澄阳郡開國侯
- 丁公度，食邑一千一百戶，食實封二百戶[9]

### 丹陽郡開國侯
- 葛勝仲[14]
- 洪擬[15]

### 東海郡開國侯
- 包拯，食邑一千八百戶，食實封四百戶[16]
- 徐鼎臣，食邑一千戶[17]

### 東萊郡開國侯
- 呂好問[18]

### 東平郡開國侯
- 吕端[4]
- 吕某某，食邑一千二百戶[9]

### 奉化郡開國侯
- 史彌遠[19]
- 史嵩之[19]
- 史嚴之，食邑一千五百戶，食實封一百戶[20]
- 樓鑰，食邑一千戶[21]
- 高衡孫，食邑一千五百戶[22]

### 扶風郡開國侯
- 馬仲甫，食邑一千二百戶[23]

### 高密郡開國侯
- 綦崇禮，食邑一千二百戶[24][25]

### 高平郡開國侯
- 范纯仁，食邑一千六百戶，食實封三百戶[26]→食邑一千六百戶，食實封五百戶[27]

### 廣陵郡開國侯
- 葛邲，食邑一千戶[28]

### 廣平郡開國侯
- 程瑀，食邑一千四百戶[29]
- 宋偓，食邑一千戶[30]

### 虢郡開國侯
- 楊繪，食邑一千戶[31]

### 漢東郡開國侯
- 孟珙[32]

### 濠梁郡開國侯
- 董槐[19]

### 河東郡開國侯
- 薛顏，食邑一千三百戶[8]

### 河間郡開國侯
- 向經，食邑一千一百戶，食實封二百戶[33]

### 河南郡開國侯
- 富弼，食邑一千八百戶，食實封四百戶[4]
- 林倩，食邑一千七百戶[34]
- 王說，食邑一千三百戶[35]

### 河內郡開國侯
- 向通漢[36]
- 司馬光，食邑一千三百戶
- 丘崈，食邑一千二百戶[37]

### 和義郡開國侯
- 楊倓[38]

### 弘農郡開國侯
- 楊榮[39]

### 嘉興郡開國侯
- 婁機，食邑一千七百戶，食實封三百戶[40]

### 建安郡開國侯
- 吳玠，食邑一千五百戶，食實封六百戶[24]
- 朱在[41]
- 朱鉉，食邑一千一百戶[20]

### 江陵郡開國侯
- 楊徽之，食邑一千三百戶，食實封二百戶[23]

### 江夏郡開國侯
- 米信，食邑二千戶，食實封三百戶[4]
- 任中行，食邑一千二百戶[42]

### 金陵郡開國侯
- 吳淵，食邑一千三百戶，食實封一百戶[43]
- 吳潛[44]

### 縉雲郡開國侯
- 梁汝嘉，食邑一千八百戶，食實封一千戶[45]

### 京兆郡開國侯
- 杜衍，食邑一千八百戶，食實封四百戶[4]

### 會稽郡開國侯
- 钱勰，食邑一千一百戶[46]

### 樂安郡開國侯
- 孫漢筠，食邑一千戶[17]
- 蔣堂，食邑一千三百戶[5]
- 孫繼鄴，食邑一千八百戶，食實封二百戶[5]
- 歐陽修，食邑一千三百戶，食實封一百戶→食邑一千三百戶，食實封二百戶[47]→食邑一千八百戶，食實封四百戶[48]
- 任顓，食邑一千五百戶，食實封一百戶[49]

### 樂陵郡開國侯
- 石中立，食邑一千二百戶，食實封一百戶[9]

### 臨海郡開國侯
- 應㒡[50]
- 葉夢鼎[19]
- 譙令雍 [37]

### 臨晉郡開國侯
- 薛貽廓，食邑一千二百戶，食實封三百戶[42]

### 臨邛郡開國侯
- 魏了翁[51]
- 高定子，食邑一千八百戶，食實封八百戶[52]

### 隴西郡開國侯
- 李纲[53]
- 王德[54]
- 李迪[4]
- 李用和，食邑一千六百戶[4]
- 李从善，食邑一千戶[4]
- 李汉琼，食邑一千二百戶，食實封二百戶[4]
- 李漢超，食邑一千九百戶[55]
- 李神福，食邑一千戶[17]
- 李懿，食邑一千九百戶[56]
- 彭孫[11]
- 李中師，食邑一千二百戶，食實封四百戶[57]
- 李常，食邑一千一百戶，食實封三百戶[58]
- 李棻[59]
- 來牟[60]

### 廬江郡開國侯
- 王藺，食邑一千二百戶，食實封三百戶[28]

### 廬陵郡開國侯
- 胡邦衡，食邑一千五百戶，食實封一百戶[61]
- 楊萬里，食邑一千戶[62]

### 魯郡開國侯
- 孔道輔，食邑一千一百戶，食實封二百戶[63]
- 曾懷，食邑一千一百戶，食實封二百戶[64]

### 南城郡開國侯
- 包恢，食邑一千一百戶，食實封二百戶[65]

### 南海郡開國侯
- 崔與之，食邑一千二百戶[66]

### 南康郡開國侯
- 陳敏，食邑一千戶[67]

### 南陽郡開國侯
- 蔡卞，食邑一千八百戶，食實封二百戶[68]
- 邓温伯，食邑一千戶，食實封二百戶[9]
- 韩昉，食邑一千戶，食實封二百戶[69]
- 赵抃，食邑一千戶[4]
- 韓通，食邑一千戶[17]
- 楊億，食邑一千一百戶[70]

### 彭城郡開國侯
- 刘沆，食邑一千七百戶，食實封二百戶[4]
- 刘昌祚，食邑一千九百戶，食實封一百戶[4]
- 刘延庆，食邑一千戶，食實封二百戶[4]
- 刘法，食邑一千七百戶，食實封四百戶[4]
- 刘仲武[4]
- 劉崇俊[55]
- 劉承宗，食邑一千五百戶[71]
- 劉筠，食邑一千七百戶，食實封二百戶[70]
- 劉摯，食邑一千一百戶，食實封二百戶[27]
- 朱公绰，食邑一千二百戶[72]
- 劉珙[73]

### 平陽郡開國侯
- 趙惟吉[3]
- 文彦博，食邑一千戶[4]
- 解宾王，食邑一千二百戶[74]

### 平原郡開國侯
- 李璋，食邑一千一百戶，食實封四百戶[4]

### 鄱陽郡開國侯
- 程克俊[75]

### 普寧郡開國侯
- 錢良臣，食邑一千戶，食實封一百戶[76]

### 清化郡開國侯
- 錢沖之，食邑一千戶，食實封一百戶[76]

### 清河郡開國侯
- 蔡确，食邑一千戶，食實封四百戶→食邑一千七百戶，食實封七百戶[77]
- 張齊賢，食邑一千七百戶，食實封四百戶[78]
- 張大經，食邑一千九百戶[79]

### 清源郡開國侯
- 王綯，食邑一千一百戶，食實封一百戶[80]
- 王炎，食邑一千二百戶，食實封三百戶[38]
- 梁克嘉，食邑一千七百戶，食實封九百戶[38]

### 汝南郡開國侯
- 蔡齊，食邑一千戶→食邑一千五百戶[81]
- 范鎮，食邑一千三百戶[27]

### 上黨郡開國侯
- 陳襄[82]

### 上谷郡開國侯
- 寇準[5]

### 上饒郡開國侯
- 汪應辰，食邑一千二百戶[83]

### 壽昌郡開國侯
- 鄭興裔，食邑一千九百戶[84]

### 太原郡開國侯
- 王珪，食邑一千三百戶，食實封二百戶[9]→食邑一千八百戶，食實封二百戶[85]
- 毕士安[4]
- 王安石，食邑二千戶[4]
- 王彦俦[55]
- 王素，食邑一千三百戶，食實封二百戶[47]
- 王存，食邑一千八百戶，食實封二百戶[27]
- 王禀，食邑一千戶，食實封二百戶[86]

### 通化郡開國侯
- 蒲察久安，食邑一千五百戶，食實封六百戶[38]

### 天水郡開國侯
- 趙克构，食邑一千八百戶[87]
- 趙宗颜，食邑一千三百戶[88]
- 趙保吉，食邑一千五百戶[89]
- 趙世英，食邑一千二百戶[90]
- 趙善湘[91]
- 趙貴謙[92]
- 趙伯圭，食邑一千二百戶[38]
- 趙善堅，食邑一千四百戶，食實封一百戶[93]
- 趙不𢙯，食邑一千二百戶[94]
- 楊安立，食邑一千一百戶[95]
- 楊宗禮，食邑一千七百戶[96]

### 文安郡開國侯
- 魏良臣，食邑一千戶[69]
- 何铸，食邑一千戶[69]

### 文水郡開國侯
- 郭申錫，食邑一千二百戶[97]

### 吳郡開國侯
- 王埜[50]
- 魏憲，食邑一千二百戶，食實封一百戶[98]
- 胡元質 [99]
- 黃由，食邑一千七百戶，食實封一百戶[100]

### 吳興郡開國侯
- 姚古，食邑一千六百戶，食實封一百戶[4]
- 姚雄，食邑一千八百戶，食實封六百戶[4]

### 武昌郡開國侯
- 岳飛，食邑一千五百戶，食實封六百戶[25]

### 武城郡開國侯
- 曾穎茂，食邑一千戶[65]

### 武功郡開國侯
- 苏颂，食邑一千九百戶，食實封二百戶[4]

### 武威郡開國侯
- 石用休，食邑一千六百戶[101]

### 舞陽郡開國侯
- 夏震，食邑一千三百戶，食實封五百戶[102]

### 西河郡開國侯
- 折可適，食邑一千四百戶，食實封四百戶[103]

### 咸安郡開國侯
- 李寅仲 [104]

### 新安郡開國侯
- 程珌[105]
- 汪藻[106]
- 羅汝檝，食邑一千五百戶，食實封三百戶[107]
- 程叔達，食邑一千一百戶，食實封一百戶[79]
- 汪勃，食邑一千五百戶，食實封一百戶[79]

### 信安郡開國侯
- 楊石[108]
- 馬天驥[50]
- 王漢之，食邑一千一百戶→食邑一千四百戶，食實封一百戶→食邑一千七百戶，食實封一百戶[109]
- 趙思，食邑一千戶，食實封一百戶[76]
- 余嶸[110]

### 滎陽郡開國侯
- 周必大，食邑一千二百戶，食實封一百戶[111]

### 盱江郡開國侯
- 陳宗禮[112]

### 延陵郡開國侯
- 吳總，食邑一千六百戶，食實封一百戶[37]

### 陽武郡開國侯
- 万俟卨，食邑一千九百戶，食實封七百戶[113]

### 弋阳郡開國侯
- 蒋之奇，食邑一千戶[9]

### 潁川郡開國侯
- 陈执中，食邑一千八百戶，食實封三百戶[4]
- 陳薦，食邑一千戶，食實封二百戶[11]
- 陳巽，食邑一千二百戶[114]

### 永安郡開國侯
- 呼延必顯，食邑一千一百戶[63]

### 永城郡開國侯
- 曹珣，食邑一千五百戶[42]

### 永嘉郡開國侯
- 郭仲，食邑一千二百戶，食實封三百戶[4]

### 永康郡開國侯
- 謝方叔[115]

### 豫章郡開國侯
- 黃疇若[66]

### 原武郡開國侯
- 楊宗讓，食邑一千二百戶[42]

## 侯（郡名）[116]

### 宣祖系

#### 高密郡王房
- 高密郡慈惠王趙德恭
  - 循國公趙承慶
    - 建國章靖公趙克繼
      - 馮翊侯趙叔藻
      - 榮國公趙叔敖
        - 河內侯趙徽之

      - 東平侯趙叔夜
      - 承信侯趙叔劉

    - 北海侯趙克絢
      - 華陰侯趙叔蕃
      - 歷陽侯趙叔魚
      - 廣平侯趙叔覊

    - 惠國公趙克孝
      - 高密郡公趙叔老
        - 南陽侯趙誠之

      - 建安侯趙叔滕
      - 大安侯趙叔靖

    - 趙克肖
      - 河內侯趙叔慈

    - 祁國公趙克頠
      - 益川侯趙叔匏

  - 武當侯趙承壽
    - 饒陽侯趙克巳
      - 會稽郡公趙叔韶
        - 房國公趙檢之
          - 清源侯趙公邵
          - 華陰侯趙公緬

        - 南陽侯趙深之

      - 趙叔曠
        - 平陽侯趙膍之

      - 東平郡公趙叔裒
        - 淮陽侯趙致之

    - 景陵侯趙克基
      - 華陰侯趙叔材
        - 景城侯趙燭之

      - 趙叔侯
        - 文安侯趙議之

    - 馮翊侯趙克修
      - 尹國孝齊公趙叔充
        - 彭城侯趙撫之
          - 節武侯趙公戩

        - 安康侯趙臨之

      - 嘉國公趙叔于
        - 景城侯趙勴之

    - 濟陰郡公趙克淑
      - 廣平侯趙叔墀
      - 東陽侯趙叔嫣

#### 廣平郡王房
- 廣平郡恭肅王趙德隆
  - 趙承訓
    - 儀國公趙克勤
      - 東陽郡公趙叔昂
        - 安康侯趙羡之
          - 河內侯趙公剡

        - 馮翊侯趙藏之
          - 清源侯趙公鉉

        - 文安侯趙千之

      - 彭城郡公趙叔愷
        - 建安侯趙澄之

    - 濟南侯趙克儉
      - 彭城侯趙叔澣
        - 東平侯趙仰之
        - 文安侯趙旬之

    - 彭城侯趙克孚
      - 臨安侯趙叔肸
      - 博平侯趙叔樂
      - 廣平侯趙叔曹
      - 河內侯趙叔遂
      - 奉化侯趙叔芻

    - 南陽郡公趙克懋
      - 安康郡公趙叔頍
        - 馮翊侯趙涗之
        - 清源侯趙耨之

      - 惠國公趙叔紇
        - 北海侯趙揖之

      - 淮陽侯趙叔邯

#### 潁川郡王房
- 潁川郡安簡王趙德彝
  - 廣平侯趙承矩
    - 光國公趙克廣
      - 建國公趙叔亞
        - 安康侯趙報之
        - 清源侯趙導之

      - 濟陽侯趙叔定
      - 河內侯趙叔禽

    - 濟國公趙克彰
      - 欽國公趙叔完
        - 博平侯趙傳之

      - 宣城侯趙叔酇
      - 濟陽侯趙叔稠
      - 崇國公趙叔寓
        - 北海侯趙必之

      - 博平侯趙叔頗
        - 清源侯趙耨之

      - 襄陽侯趙叔籍

    - 高陽侯趙克循
      - 惠國公趙叔參
        - 博陵侯趙益之

      - 景城侯趙叔座

  - 趙承漠
    - 新平侯趙克構
      - 馮翊侯趙叔璨
      - 博平侯趙叔况
        - 博陵侯趙敉之

      - 襄陽侯趙叔寧

  - 遂寧郡僖溫王趙承範
    - 昌國孝裕公趙克思
      - 東平侯趙叔鮀
      - 丹陽侯趙叔𥅆

    - 東陽郡公趙克聰
      - 房國恭公趙叔紞
        - 歷陽侯趙詢之

      - 濟陽侯趙叔奢

    - 南康侯趙克備
      - 東平侯趙叔訛
      - 廣平侯趙叔峴

    - 常山侯趙克愛

  - 遂寧郡公趙承衎
    - 趙克諧
      - 廣平侯趙叔鳳
      - 河內侯趙叔邢

    - 趙克省
      - 高密侯趙叔鄭[117]

  - 陳國榮僖公趙承錫
    - 華陰侯趙克告
      - 建安侯趙叔陶

    - 淮陽侯趙克闢
    - 襄陽侯趙克禀

#### 廣陵郡王房
- 廣陵郡康簡王趙德雍
  - 南康侯趙承睦
    - 河間侯趙克順
    - 趙克協
      - 東平侯趙叔頤
        - 鎮陽侯趙擇之

    - 南康侯趙克凝
      - 洋川郡公趙叔澹
        - 文安侯趙十之

      - 奉化侯趙叔晣

    - 安陸侯趙克𢘊

  - 原國公趙承炳
    - 通義侯趙克咸
      - 建國公趙叔獳
        - 通義侯趙援之

    - 馮翊侯趙克貺
      - 博陵侯趙叔兌
      - 河內侯趙叔佾

    - 馮翊侯趙克偕
      - 南陽侯趙叔礪
      - 濟陽侯趙叔途

  - 樂平郡恭靖王趙承亮
    - 趙克冲
      - 信國榮敏公趙叔暰
        - 高密侯趙矢之
        - 安陽侯趙遜之

      - 安康侯趙叔吳

    - 魏國文思公趙克愉
      - 清源侯趙叔紺
      - 廣平侯趙叔源

    - 信國靖惠公趙克顓
      - 安康侯趙叔軒

    - 高密侯趙克敻
    - 高密侯趙克整
      - 信都侯趙叔氏
        - 博平侯趙晦之

      - 東牟侯趙叔渾
      - 文安侯趙叔釗

    - 樂平郡王趙克暨
      - 饒陽侯趙叔徇

  - 安定侯趙承操
  - 南陽郡公趙承亶
    - 濟陰侯趙克眷
      - 宣城侯趙叔潔

    - 北海侯趙克迓
    - 東陽侯趙克慕

  - 昌化侯趙承嗣

#### 鄖國公房
- 安鄉侯趙德鈞，後追進封鄖國公[3]
  - 趙承震
    - 河內侯趙克明

  - 安定郡和懿王趙承簡
    - 建安郡公趙克荷
      - 建安郡公趙叔驥
        - 高密侯趙補之

    - 南陽侯趙克輿

  - 安定郡王趙承幹
    - 東平侯趙克臻
      - 崇國公趙叔炤
        - 汝南侯趙籍之

      - 濟陽侯趙叔稛

  - 趙承偉
    - 廣平侯趙克溫
      - 臨汝侯趙叔徹
      - 河內侯趙叔民

    - 歷陽侯趙克周
      - 華國公趙叔毗
        - 高密侯趙迎之
        - 廣平侯趙體之
        - 馮翊侯趙夙之

  - 宣城侯趙承雅
    - 永嘉郡王趙克端
      - 華陰侯趙叔婼

    - 趙克鞏
      - 雲安侯趙叔到

  - 祁國公趙承裔
    - 高密郡公趙克寬
      - 河間侯趙叔詣

    - 華陰侯趙克友
      - 彭城侯趙叔褧

    - 趙克任
      - 博平侯趙叔奎

    - 榮國公趙克勇
      - 華原侯趙叔崱

  - 東陽侯趙承鑒
    - 濟南侯趙克悚
      - 汝南侯趙叔蚡

  - 建安郡王趙承裕
    - 莘國公趙克諶
      - 富水侯趙叔策
      - 益川侯趙叔耒

  - 閬中郡公趙承翊
    - 馮翊侯趙克淳
      - 馮翊侯趙叔鉹

    - 河內侯趙克貴
    - 南康侯趙克勤
    - 清源侯趙克猛

#### 江國公房
- 雲中侯趙德欽，後追進封江國公[3]
  - 樂安侯趙承遵
    - 趙克虔
      - 房國公趙叔武
        - 馮翊侯趙爵之
        - 河內侯趙和之

    - 南康侯趙克臧
      - 高密侯趙叔泰
        - 建安侯趙忖之

      - 東平郡公趙叔陳
        - 北海侯趙台之

      - 馮翊侯趙叔鞅
        - 華陰侯趙捨之

    - 趙克觀
      - 丹陽侯趙叔前
      - 襄陽侯趙叔觽

    - 高陽侯趙克偃
      - 雲安侯趙叔豹
      - 博陵侯趙叔礱

    - 武當侯趙克奐
      - 廣平侯趙叔駘
      - 益川侯趙叔羅
      - 信都侯趙叔昂

#### 原國公房
- 金城侯趙德潤，後追進封原國公[3]

#### 申王房
- 申恭裕王趙德文
  - 樂平郡王趙承顯
    - 樂平郡王趙克柔
      - 建安侯趙叔游
      - 清源侯趙叔棼

    - 淮南侯趙克恂
      - 廣平侯趙叔滎

    - 華陰侯趙克倫

  - 安陸侯趙承嘏
    - 宣城侯趙克運

#### 姑臧侯房
- 姑臧侯趙德愿[3]

#### 紀國公房
- 洮陽侯趙德存，後追進封紀國公[3]
  - 河東郡王趙承衍
    - 越國公趙克暢
      - 彭城侯趙叔繚

    - 房陵郡公趙克𧺯
      - 饒陽侯趙叔毅

    - 彭城侯趙克惴

### 太祖系

#### 燕王房
- 燕懿王趙德昭
  - 魏僖靖王趙惟正
    - 馮翊侯趙從讜（繼子）
      - 馮翊侯趙世覃
        - 遂康侯趙令剸
        - 東牟侯趙令賽

      - 信都郡公趙世繁
        - 東平侯趙令閑

  - 冀康孝王趙惟吉
    - 丹陽郡僖穆王趙從節
      - 南康郡修孝王趙世永
        - 榮國良懿公趙令瑤
          - 馮翊侯趙子廙

      - 彭城郡公趙世延
        - 常山侯趙令擢

      - 北海郡公趙世符
        - 彭城侯趙令躅
        - 南陽侯趙令想

    - 淮陽侯趙守約
      - 北海郡公趙世靜
        - 廣平侯趙令器

      - 洋國公趙世綿
        - 博平侯趙令虛
        - 高密侯趙令□
        - 東平侯趙令鑑
        - 汝南侯趙令赫

      - 昌國公趙世滋
        - 河內侯趙令埤
        - 東萊侯趙令梲

      - 富水侯趙世祚

    - 楚國公趙守巽
      - 虢恭安王趙世清
        - 榮國公趙令軌
          - 始安侯趙子扎

        - 東陽侯趙令揭

      - 東陽郡公趙世茂
        - 某侯趙令昔

      - 武當侯趙世績
        - 南康侯趙令賞
          - 武略侯趙子浩

      - 遂國公趙世該
        - 趙令欵
          - 沔陽侯趙子煜

      - 北海侯趙世歷

    - 廬江侯趙守度
      - 蘄春侯趙世宏
        - 奉化侯趙令夫

      - 高密郡公趙世珍
        - 河內侯趙令譞

      - 華陽侯趙世嵩
        - 馮翊侯趙令媞
        - 高密侯趙令勃

      - 嘉國公趙世括
        - 東平侯趙令叟
        - 博平侯趙令門
        - 博平侯趙令夬
        - 華陰侯趙令蛻

    - 滏陽侯趙守廉
      - 華原郡公趙世奉
        - 建安侯趙令蕡

  - 江夏侯趙惟忠，後追進封舒國公[3]
    - 東萊侯趙從恪
      - 安陸侯趙世安
      - 博平侯趙世融
        - 華陰侯趙令葴
          - 汝陰侯趙子春

      - 洋川侯趙世昌
      - 魯國公趙世規
        - 襄陽侯趙令龜
          - 蘄春侯趙子買

        - 廣陵侯趙令巍
        - 宣城侯趙令彳

    - 韓國公趙從藹
      - 武當侯趙世宣
        - 廣平侯趙令禱
        - 東平侯趙令櫛
        - 奉化侯趙令愔

      - 淄王趙世雄
        - 武當侯趙令恂

      - 定國公趙世綱
        - 襄陽侯趙令鷟

      - 彭城侯趙世岳
      - 彭城侯趙世枚

    - 濟陽侯趙從潁
    - 宣城侯趙從謹
      - 廣平侯趙世崇
        - 東平侯趙令蠙

      - 武當侯趙世祥
      - 馮翊侯趙世陟
      - 華原郡公趙世□
        - 東陽侯趙令率

      - 榮國公趙世恬
        - 博陵侯趙令萃

      - 濟陰侯趙世統

    - 博陵侯趙從質
      - 南康侯趙世哲
      - 高密郡公趙世京
        - 高密郡公趙令教
          - 華陰侯趙子雲

        - 南陽侯趙令湑
        - 華陰侯趙令坎

      - 昌國公趙世表
        - 華陰侯趙令航
        - 北海侯趙令泮

      - 趙世鎮
        - 北海侯趙令鰌
        - 東平侯趙令瞿
        - 奉化侯趙令壼

      - 房國公趙世家
        - 景城侯趙令劭

      - 東陽侯趙世敞
      - 華陰侯趙世灼
      - 河內侯趙世系

    - 楚國安僖公趙從信
      - 康國公趙世顯
        - 東平侯趙令典

      - 河內侯趙世淵
        - 河內侯趙令曾

      - 北海侯趙世爽
        - 河內侯趙令耽

      - 華國公趙世鴻
        - 建安侯趙令揣

      - 馮翊侯趙世登
        - 東萊侯趙令雙

      - 南康侯趙世掌
      - 東陽侯趙世穹
      - 高密侯趙世榮
      - 東陽侯趙世職
      - 廣平侯趙世親
      - 平陽侯趙世資
      - 馮翊侯趙世劬
      - 濟陰侯趙世造

  - 臨汝侯趙惟和，後追進封清源郡公[3]
    - 襄陽侯趙從誨
      - 汧陽侯趙世遠
        - 馮翊侯趙令甲

      - 富水侯趙世儀

    - 宣城郡公趙從審
      - 趙世英
        - 安康侯趙令駔
        - 高密侯趙令纘

      - 趙世及
        - 南康侯趙令在

      - 安陸侯趙世肱
        - 河內侯趙令課
        - 高密侯趙令彄
        - 感德侯趙令駸

      - 馮翊侯趙世搃
        - 馮翊侯趙令謖

      - 趙世仍
        - 博平侯趙令

#### 秦王房
- 秦康惠王趙德芳
  - 河內侯趙惟敍，後追進封高平郡公[3]
    - 趙從溥
      - 潤國公趙世堯
        - 高密侯趙令旼

    - 齊國公趙從貺
      - 惠國公趙世逸
        - 廣平侯趙令攀
        - 高密侯趙令息
        - 博平侯趙令珂

  - 英國公趙惟憲
    - 新興侯趙從郁[118]
      - 南康侯趙世奕
      - 華陰侯趙世將
        - 馮翊侯趙令聲
        - 清源侯趙令格

      - 馮翊侯趙世覲
        - 博平侯趙令珊

      - 廣平侯趙世芬

    - 榮安僖王趙從式
      - 漢東侯趙世謨
        - 馮翊侯趙令𥓌

      - 譙國公趙世采
        - 襄陽侯趙令祁
        - 東平侯趙令晝
        - 馮翊侯趙令𥓌
        - 東萊侯趙令璋

    - 遂寧侯趙從湜
    - 燕國公趙從賁
      - 漢東侯趙世䛊

  - 張掖侯趙惟能，後追進封南康郡公[3]
    - 遂寧郡惠恪王趙從古
      - 華陰侯趙世瑞
      - 奉化侯趙世儔
      - 平陽侯趙世法

    - 河間侯趙從□
      - 趙世期
        - 馮翊侯趙令譔
          - 建安侯趙子瑱

      - 吳興侯趙世經
        - 彭城侯趙令松
        - 清源侯趙令簫

      - 東陽郡公趙世復
        - 彭城侯趙令逭
        - 汝南侯趙令琤

    - 南陽侯趙從贄[119]

### 太宗系

#### 漢王房
- 漢恭憲王趙元佐
  - 漢懿恭王趙允升
    - 韓國恭簡公趙宗禮
      - 通義侯趙仲翹
      - 惠國公趙仲軏
        - 東平侯趙士穮

    - 高密侯趙宗道
      - 欽國公趙仲詧
        - 華陰侯趙士貳

    - 滕恭孝王趙宗旦
      - 榮國安恪公趙仲玘
        - 襄陽侯趙士歸

    - 漢東侯趙宗楷
      - 高密侯趙仲侔
        - 北海侯趙士鱣
          - 武訓侯趙不劌

      - 景國孝恭公趙仲廖
        - 華陰侯趙士贛

      - 金城侯趙仲冉

    - 漢東郡公趙宗回
      - 婺國孝修公趙仲革
        - 濟陽侯趙士憑
        - 博平侯趙士證

      - 房國僖孝公趙仲洽
        - 建陽侯趙士贍

    - 東陽郡孝憲王趙宗悌
      - 潤國恭惠公趙仲微
        - 博平侯趙士執

      - 馮翊侯趙仲點

    - 安康侯趙宗默
      - 馮翊侯趙仲倕

    - 平陽郡王趙宗彥
      - 華陰侯趙仲寂
      - 河內侯趙仲向
      - 某侯趙仲旌
      - 河內侯趙仲适
      - 彭城侯趙仲青
      - 華陰侯趙仲搏
      - 景城侯趙仲曈
      - 饒陽侯趙仲均

    - 郯勤孝王趙宗惠
      - 北海侯趙仲蕤
      - 榮國公趙仲真
        - 廣平侯趙士註

      - 建國公趙仲奚
        - 北海侯趙士綴

      - 彭城侯趙仲琗
      - 華陰侯趙仲廱
      - 南陽侯趙仲丞
      - 博□侯趙仲央

    - 華陰侯趙宗本
      - 馮翊侯趙仲勸

    - 東陽郡公趙宗辯
      - 東平侯趙仲尋
      - 襄陽侯趙仲汧
      - 雲安侯趙仲琨

    - 彭城郡公趙宗厚
      - 趙仲遄
        - 清源侯趙士宇

      - 華陰侯趙仲瓖

  - 奉化侯趙允言，後追進封密國公[120]
    - 祁國公趙宗說
      - 趙仲豈
        - 安陸侯趙士律

      - 汝南侯趙仲軻
        - 安陸侯趙士𠊾
        - 房陵侯趙士會
        - 丹陽侯趙士熭

      - 馮翊侯趙仲訐
        - 馮翊侯趙士年
        - 東平侯趙士躬
        - 東平侯趙士棘
        - 東陽侯趙士稹

      - 趙仲全
        - 奉忠侯趙士雋
        - 東陽侯趙士琫

      - 趙仲夔
        - 華陰侯趙士瓐

      - 馮翊侯趙仲旻
      - 馮翊侯趙仲瓘
        - 奉化侯趙士岑

      - 高密侯趙仲韠
        - 清源侯趙士冰
        - 河內侯趙士兢

      - 河內侯趙仲謙
        - 信都侯趙士奄

      - 博平侯趙仲瓗
      - 益川侯趙仲瑅
      - 華原侯趙仲俞

    - 南康郡純僖王趙宗立
      - 安陸侯趙仲琳
        - 武當侯趙士顆

      - 漢國公趙仲來
        - 彭城侯趙士俔

      - 濟陽侯趙仲養
      - 廣平侯趙仲鏁
      - 北海侯趙仲爍

    - 東陽侯趙宗迵
      - 南康侯趙仲行
        - 建安侯趙士臬

    - 汝陰侯趙宗育

  - 郇國公趙允成
    - 遂國昭裕公趙宗顏
      - 華陰侯趙仲連

    - 安陸侯趙宗訥
      - 趙仲緘
        - 瀘川侯趙士舜

    - 華陰侯趙宗鼎
      - 申國良僖公趙仲嬰
        - 華陰侯趙士伻

      - 東平侯趙仲噲
        - 博平侯趙士諍

    - 彭城郡公趙宗嚴
      - 南陽侯趙仲檐

    - 安陸侯趙宗魯
      - 濟陰侯趙仲隨
        - 河內侯趙士軿

    - 普寧侯趙宗儒
      - 馮翊侯趙仲盤
        - 東陽侯趙士鯁

      - 汝陽侯趙仲午

    - 南康侯趙宗仁
      - 高密郡公趙仲弓
        - 東陽侯趙士韜

#### 許王房
- 昭成太子趙元僖
  -     - 新平郡恭靖王趙宗保（繼孫）
      - 彭城侯趙仲鞠

#### 商王房
- 商恭靖王趙元份
  - 信安郡僖簡王趙允寧
    - 韓榮恩王趙宗諤
      - 通義侯趙仲料
      - 北海侯趙仲維

    - 會稽侯趙宗敏
      - 博陵郡公趙仲伋
        - 馮翊侯趙士蒍
        - 北海侯趙士倞
        - 清源侯趙士鄄

      - 博陵郡公趙仲濬
        - 南陽侯趙士扆

      - 順國惠穆公趙仲當
        - 葉英侯趙士藩

    - 臨汝侯趙宗孟
    - 舒安孝王趙宗肅
      - 華原郡僖節公趙仲先
        - 華陰侯趙士稷

      - 博平侯趙仲丁
      - 建安侯趙仲洗
      - 東陽侯趙仲塾
      - 河內侯趙仲秉

    - 平陽郡僖裕王趙宗翰
      - 彭城侯趙仲犨

  - 濮安懿王趙允讓
    - 舒良靖王趙宗懿
      - 趙仲辰
        - 南陽侯趙士愫

      - 榮國僖安公趙仲汾
        - 吳興侯趙士峛

    - 定僖穆王趙宗樸
      - 荣国和思公赵仲僴
        - 永国公赵士芑
          - 天水县开国侯赵不舍

      - 華原郡惠孝王趙仲佺
        - 馮翊侯趙士棖
        - 華原侯趙士型

      - 華陰侯趙仲龐
      - 博平侯趙仲壬

    - 餘姚郡王趙宗詠
      - 富水侯趙仲山
        - 富水侯趙士掞
        - 廣平侯趙士潁

    - 溫王趙宗師
      - 安定侯趙仲廩

    - 懷榮穆王趙宗暉
      - 濟國良公趙仲沈
        - 濟陽侯趙士崢
        - 廣陵侯趙士礝

      - 景城侯趙仲璲

    - 樊榮王趙宗輔
      - 趙仲瑈
        - 通義侯趙士䅥

      - 嘉國孝恭公趙仲篤
        - 建安侯趙士𤥳
        - 建安侯趙士匽
        - 東陽侯趙士譣
        - 建安侯趙士彙

      - 廣平侯趙仲瀛

    - 淄王趙宗邈
      - 沂國良信公趙仲覽
        - 益川侯趙士載

      - 滕國溫公趙仲翩
        - 北海侯趙士僎

    - 昌端孝王趙宗晟
      - 郇康孝王趙仲御
        - 奉化侯趙士遜

      - 北海郡王趙仲聘
        - 南陽侯趙士䞈

      - 東牟侯趙仲歇

    - 崇孝溫王趙宗瑗
      - 信都侯趙仲諿
      - 華陰侯趙仲詔

    - 襄恭憲王趙宗愈
      - 房陵郡公趙仲琿
        - 奉化侯趙士蓐

      - 華原郡公趙仲媺
        - 安康侯趙士皘

    - 潤僖惠王趙宗隱
      - 南陽侯趙仲㰮

    - 信康王趙宗治
      - 廣平侯趙仲庠
        - 廣平侯趙士馪

      - 趙仲溱
        - 清源侯趙士敒

    - 建孝良王趙宗藎
      - 荣国孝节公赵仲的
        - 永国公赵士穆
          - 开国侯赵不严

      - 廣平侯趙仲佹
      - 安康郡公趙仲郵
        - 豫章侯趙士

      - 華陰侯趙仲葳

    - 袁僖孝王趙宗勝
      - 昌國良孝公趙仲并
        - 東陽侯趙士

      - 北海侯趙仲塤
        - 开国侯趙士眵

      - 濟陽侯趙仲奒

    - 欽穆恪王趙宗祐
      - 清源侯趙仲厥
      - 簡國榮孝公趙仲瑳
        - 東陽侯趙士靚
        - 東陽侯趙士赫

      - 博平侯趙仲𧡪
        - 奉化侯趙士闡

    - 景孝簡王趙宗漢
      - 趙仲分
        - 安康侯趙士琯

#### 越王房
- 越文惠王趙元傑
  -     - 高密郡公趙宗望（繼孫）
      - 趙仲郃
        - 會稽侯趙士穫

      - 東平侯趙仲嘉
      - 河內侯趙仲炎
      - 華原郡公趙仲峭
        - 高密侯趙士兗

#### 鎮王房
- 鎮恭懿王趙元偓
  - 相孝定王趙允弼
    - 祁國良公趙宗述
      - 高密郡公趙仲誘
        - 景城侯趙士

      - 奉化郡公趙仲虺
        - 清源侯趙士瑄

    - 彭城郡公趙宗藝
      - 河內侯趙仲□
      - 濟陽侯趙仲慥

    - 南陽郡良孝王趙宗喬
      - 華陰侯趙仲沃

    - 陳國孝修公趙宗孺
      - 高密侯趙仲晥
      - 文安侯趙仲柟

    - 北海郡公趙宗制
      - 彭城侯趙仲雪
      - 華原侯趙仲遐
      - 饒陽侯趙仲沄

#### 周王房
- 周恭肅王趙元儼
  - 博平侯趙允熙
  - 定王趙允良
    - 安康郡孝榮王趙宗絳
      - 漢東侯趙仲撫
      - 東陽侯趙仲兕
      - 南陽侯趙仲鑛
      - 奉化侯趙仲㸒
        - 奉化侯趙士褒

    - 馮翊侯趙宗史
    - 信都郡公趙宗劼
      - 博平侯趙仲衢

  - 博平郡安恭王趙允初
    -       - 東陽侯趙仲速（繼孫）

### 英宗系
- 吳榮王趙顥
  - 馮翊侯趙孝純
- 益端獻王趙頵
  - 博平侯趙孝哲

### 神宗系
- 燕王趙俁
  - 博平侯趙有隣
  - 文安侯趙有成
- 越王趙偲
  - 河內侯趙有儀

### 寧宗系
- 濟王趙竑（繼子）
  - 永寧侯趙銓[121]

## 县侯
- 南城县侯包恢[122]

## 侯（名號）

### 人
- 恩赦侯劉鋹，966年封，食邑二千户，975年進封彭城郡公[123][4]
- 違命侯李煜，976年封，978年卒[124]
- 宥罪侯趙保忠，994年封[125]
- 靈應侯許希，1034年封[126]
- 寧江侯張夏，景祐中封[127]
- 忠國侯周隨亭，1133年追封[128]
- 忠利侯陳規，1172年追封，後加封忠利智敏侯[129]
- 正節侯李誠之，1221年追封[130]
- 義烈侯秦鉅，1221年追封，1252年加封義烈顯節侯[130]

### 神
- 靈派侯泰山涌泉廟，1008年封[131]
- 廣禪侯泰山亭亭廟，1008年封[131]
- 靈嚴侯鄒縣嶧山廟，1008年封[131]
- 嘉應侯京城南張使者廟，1075年封[132]
- 靈應侯榮州榮梨山神祠，1075年封[132]
- 嘉惠侯靈感軍山廟，1100年封[133]
- 順民侯龍神，1110年封[134]
- 宣惠侯常熟縣煥靈廟，1115年封[24]
- 威惠侯上虞縣遺德廟神，1125年封[135]
- 嘉潤侯神山縣顯施廟神，1125年封[135]
- 廣惠侯溧水縣正顯廟神，1147年封[136]
- 仁烈侯麗水縣靈顯廟神，1147年封[45]
- 靈應侯寧都縣孚惠廟神[38]

## 侯（追封古人）

### 真宗封
- 瑕丘侯曾參，1009年封[137]
- 金鄉侯澹臺滅明，1009年封[137]
- 任城侯原憲，1009年封[137]
- 龔丘侯南宮适，1009年封[137]
- 萊蕪侯曾點，1009年封[137]
- 須昌侯商瞿，1009年封[137]
- 平輿侯漆雕開，1009年封[137]
- 楚丘侯司馬耕，1009年封[137]
- 平陰侯有若，1009年封[137]
- 東阿侯巫馬施，1009年封[137]
- 陽穀侯顏辛，1009年封[137]
- 上蔡侯曹卹，1009年封[137]
- 枝江侯公孫龍，1009年封[137]
- 馮翊侯秦祖，1009年封[137]
- 雷澤侯顏高，1009年封[137]
- 上邽侯壤駟赤，1009年封[137]
- 成邑侯石作蜀，1009年封[137]
- 濟陽侯奚容箴，1009年封[137]
- 滏陽侯句井疆，1009年封[137]
- 鄄城侯秦商，1009年封[137]
- 即墨侯公祖句茲，1009年封[137]
- 武城侯縣成，1009年封[137]
- 汧源侯燕伋，1009年封[137]
- 宛句侯顏之僕，1009年封[137]
- 堂邑侯顏何，1009年封[137]
- 林慮侯狄黑，1009年封[137]
- 鄆城侯孔忠，1009年封[137]
- 徐城侯公西葴，1009年封[137]
- 臨濮侯施之常，1009年封[137]
- 華亭侯秦非，1009年封[137]
- 文登侯申棖，1009年封[137]
- 濟陰侯顏噲，1009年封[137]
- 單父侯宓不齊，1009年封[137]
- 高密侯公冶長，1009年封[137]
- 北海侯公皙哀，1009年封[137]
- 曲阜侯顏無繇，1009年封[137]
- 共城侯高柴，1009年封[137]
- 壽張侯公伯寮，1009年封[137]
- 益都侯樊須，1009年封[137]
- 鉅野侯公西赤，1009年封[137]
- 千乘侯梁鱣，1009年封[137]
- 臨沂侯冉孺，1009年封[137]
- 沐陽侯伯虔，1009年封[137]
- 諸城侯冉季，1009年封[137]
- 濮陽侯漆雕哆，1009年封[137]
- 高苑侯漆雕徒父，1009年封[137]
- 鄒平侯商澤，1009年封[137]
- 當陽侯任不齊，1009年封[137]
- 牟平侯公良孺，1009年封[137]
- 新息侯秦冉，1009年封[137]
- 淄川侯申黨，1009年封[137]
- 厭次侯榮旂，1009年封[137]
- 南華侯左人郢，1009年封[137]
- 朐山侯鄭國，1009年封[137]
- 博平侯叔仲會，1009年封[137]
- 高堂侯邽巽，1009年封[137]
- 臨朐侯公西輿如，1009年封[137]
- 內黃侯蘧瑗，1009年封[137]
- 南頓侯陳亢，1009年封[137]
- 博昌侯步叔乘，1009年封[137]
- 頓丘侯琴張，1009年封[137]
- 長山侯林放，1009年封[137]

### 仁宗封
- 忠烈侯田居邠，1052年封[138]

### 神宗封
- 成信侯程嬰，1081年封[139]
- 忠智侯公孫杵臼，1081年封[139]
- 義成侯韓厥，1081年封[137]
- 忠潔侯屈平，1083年封[139]

### 徽宗封
- 泗水侯孔鯉，1102年封[140]
- 沂水侯孔伋，1102年封[140]
- 清惠侯伯夷，1102年封[140]
- 仁惠侯叔齊，1102年封[140]
- 文惠侯柳宗元，1104年封[141]
- 鉅平侯公夏首，1108年封[137]
- 膠東侯后處，1108年封[137]
- 梁父侯公肩定，1108年封[137]
- 富陽侯顏祖，1108年封[137]
- 聊城侯鄡單，1108年封[137]
- 祈鄉侯罕父黑，1108年封[137]
- 馮翊侯秦商，1108年封[137]
- 樂平侯原抗，1108年封[137]
- 建成侯樂欬，1108年封[137]
- 胙城侯廉潔，1108年封[137]
- 武城侯曾參，1108年改封[137]
- 潁川侯顓孫師，1108年改封[137]
- 汶陽侯南宮縚，1108年改封[137]
- 睢陽侯司馬耕，1108年改封[137]
- 陽平侯琴張，1108年改封[137]
- 利國侯樂正子克，1115年封[137]
- 涿水侯管仲，1123年封[137]
- 橫山侯田穰苴，1123年封[137]
- 滬瀆侯孫武，1123年封[137]
- 遂武侯范蠡，1123年封[137]
- 平虜侯樂毅，1123年封[137]
- 順興侯諸葛亮，1123年封[137]

### 高宗封
- 忠節成信侯程嬰，1146年加封[137]
- 通勇忠智侯公孫杵臼，1146年加封[137]
- 忠定義成侯韓厥，1146年加封[137]